# M3 (stacja telewizyjna)
M3 – publiczna stacja telewizyjna działająca na terenie Węgier. Jedna z trzech państwowych stacji telewizyjnych węgierskich. 
Stacja powstała 20 grudnia 2013 roku. M3 oferowała programy oraz seriale archiwalne Magyar Televízió, które zostały emitowane w latach 1956–1989. M3 zakończył nadawanie 30 kwietnia 2019 roku z nieznanych powodów, ale kontynuuje nadawanie w internecie na stronie Archiwum MTVA.